# Правозахисний рух в УРСР
Правозахисний рух в УРСР в 1960—1980-ті роки — складова дисидентських рухів 1960—1980-х років в Україні, сконцентрована передусім на захисті прав і свобод громадян, гарантованих Конституціями СРСР та УРСР (свобода слова, друку, демонстрацій, віросповідання, асоціацій та ін.). Становлення правозахисного руху в УРСР припало на період згортання процесу десталінізації в суспільно-політичному житті республіки та посилення в середині 1960-х рр. політичних репресій проти інакодумців. Першою публічною акцією правозахисників можна вважати мітинг протесту проти переслідувань владою української інтелігенції, який відбувся 4 вересня 1965 в київському кінотеатрі «Україна» під час прем'єри художнього фільму С.Параджанова «Тіні забутих предків» за участі І.Дзюби, В.Стуса, В.Чорновола, Ю.Бадзьо, М.Коцюбинської та ін. Значного резонансу набула демонстрація правозахисників під час судового процесу над інакодумцями: психологом М.Горинем, мистецтвознавцем Б.Горинем, філологом М.Зваричевською, викладачем М.Осадчим, що відбувся 13—18 квітня 1966 в м. Львів. На підтримку підсудних виступили письменники І.Драч, Л.Костенко, М.Холодний, І.Вільде, Р.Братунь, Р.Іваничук, Р.Лубківський, І.Дзюба, журналіст В.Чорновіл та ін. представники наукової і творчої інтелігенції.
Упродовж 2-ї половини 1960-х рр. правозахисний рух розвивався у вигляді індивідуальних і колективних звернень громадян на захист свободи слова та переконань, проти політичних переслідувань, адресованих керівництву УРСР та СРСР. Розповсюдження за кордоном та в Україні набули публіцистичні праці журналіста В.Чорновола «Правосуддя чи рецидиви терору?» та «Лихо з розуму» («Портрети двадцяти „злочинців“»), надіслані Комітету державної безпеки, Прокуратурі, Верховному Суду, депутатам ВР УРСР, в яких автор намагався розкрити протиправний механізм політичних репресій 2-ї пол. 1960-х рр., розповісти про долю своїх товаришів, які за власні погляди опинилися у в'язницях і таборах.
Правозахисна діяльність знайшла своє вираження в широкій петиційній кампанії. Автори «Листа 78-ми» (кінорежисер С.Параджанов, авіаконструктор О.Антонов, композитори В.Кирейко, П.Майборода та ін.; листопад 1965) вимагали від ЦК КПРС та ЦК КПУ забезпечити дотримання «ленінських принципів соціалістичної демократії» та відкритого публічного розгляду кримінальних справ, порушених проти інакомислячих. У березні 1968 «самвидав» розповсюдив «Лист 139», в якому творча й наукова інтелігенція висловлювала стурбованість придушенням з боку владних структур громадянської активності та соціальної критики в українському соціумі. Основні форми діяльності (письмові протести, звернення на адресу вищого політичного керівництва, правоохоронних органів) поєднувалися зі спробами правозахисників (І.Світличний, В.Чорновіл та ін.) створити фонд допомоги політв'язням та їхнім сім'ям (відомий під назвою «Громадська каса»).
Важливу роль у формуванні й поширенні правозахисних ідей відіграв позацензурний ж. «Український вісник», який виходив із 1970 (редактор — В.Чорновіл). Наприкінці 1960-х — у 1970-ті рр. значно розширилася тематика правозахисних виступів. Увагу українських правозахисників привернули проблеми, пов'язані зі свободою еміграції, становищем політичних в'язнів у СРСР, боротьбою «репресованих народів» за свої права, гонінням на віруючих, станом пенітенціарної системи в СРСР.

## Утворення правозахисних організацій
Безперспективність петиційних кампаній, репресивні дії владного режиму проти учасників руху породили нові форми правозахисної діяльності. Наприкінці 1960-х рр. почали створюватися незалежні правозахисні асоціації. У травні 1969 в Москві з ініціативи П.Якіра та В.Красіна виникла «Ініціативна група із захисту прав людини в СРСР», до якої увійшли правозахисники з України Г.Алтунян, Л.Плющ та активіст кримськотатарського національного руху М.Джемілєв. У грудні 1971 у Львові за участю В.Чорновола, І.Калинця, В.Стуса та ін. було створено «Громадський комітет на захист Н.Строкатової», діяльність якого полягала в домаганні справедливого судового процесу над ув'язненим українським правозахисником С.Караванським, чоловіком Н.Строкатової. 1974 в Москві була створена радянська секція «Міжнародної амністії», до якої увійшов відомий український письменник, киянин М.Руденко. Захист соціально-економічних прав трудящих поставила за мету «Вільна профспілка», створена в лютому 1978 гірничим техніком з м. Макіївка В.Клєбановим.
Підписання СРСР Заключного акта Наради з безпеки і співробітництва в Європі (Гельсінського акта; серпень 1975) послужило стимулом для розгортання гельсінського руху в СРСР, наріжним каменем якого стала боротьба за дотримання політичних, економічних, соціальних, національних, релігійних прав людини. У листопаді 1976 зусиллями М.Руденка, О.Бердника, О.Мешко, Л.Лук'яненка, П.Григоренка та ін. була створена Українська громадська група сприяння виконанню Гельсінкських угод, яка з перших днів існування зазнавала тиску з боку радянських силових структур.
Заходи владних структур з обмеження впливу окремих релігійних конфесій і течій породжували утворення правозахисних організацій серед віруючих. Масові арешти членів опозиційної течії євангельських християн-баптистів на початку 1960-х рр. стали спонукальним чинником створення 1964 «Ради родичів в'язнів євангельських християн-баптистів» (Л.Вінс, Г.Козорєзова, У.Германюк, Г.Ритікова та ін.), яка регулярно інформувала світову громадськість про випадки порушень свободи віросповідання, надавала матеріальну підтримку сім'ям репресованих. Постійні переслідування незареєстрованих громад п'ятидесятників (див. П'ятидесятництво) на теренах України змусили віруючих восени 1981 створити власну правозахисну організацію, яка б перебрала на себе захист прав п'ятидесятників, що бажали емігрувати з СРСР (Комітет «Право на еміграцію»). «Ініціативна група захисту прав віруючих і Церкви» на чолі з Й.Терелею (1982) та «Комітет захисту УГКЦ» (1987; керівник — І.Гель) домагалися легалізації забороненої в СРСР Української греко-католицької церкви.
Важливе місце в арсеналі боротьби з опозиційним рухом авторитарний режим відводив судовій психіатрії. Чимало особистих зусиль для викриття злочинів каральної психіатрії доклали лікарі-правозахисники киянин С.Глузман (провів заочну судово-психіатричну експертизу відомого правозахисника П.Григоренка, направленого рішенням суду 1970 на примусове лікування) та харків'янин А.Корягін — автор праці «Пацієнти мимоволі», в якій розкрив механізм використання психіатрії в боротьбі з інакодумством.
Із проголошенням «горбачовської перебудови», масовим звільненням у середині 1980-х рр. політв'язнів із тюрем і таборів правозахисний рух як складова дисидентського руху поступово вщух.